# Pehr Arosenius (1758–1830)
Pehr Arosenius, född den 6 februari 1758 i Västerås, död den 11 september 1830 i Björksta socken, Västmanlands län, var en svensk präst. Han var son till Pehr Arosenius och far till Carl Daniel Arosenius.
Arosenius började sina studier i Västerås skola och fortsatte dem på Västerås gymnasium. Han blev student vid Uppsala universitet 1773 och promoverades till filosofie magister där 1782. Arosenius prästvigdes 1784. Han blev komministersadjunkt i Klara församling i Stockholm samma år, pastorsadjunkt i Sala församling 1788 och extra ordinarie bataljonspredikant vid Västmanlands regemente
1790. Arosenius kallades av patronus till kyrkoherde i Stora och Lilla Rytterne församlingars pastorat i Västmanland 1791, med tillträde  1792. Han blev prost 1806 och kyrkoherde i Björksta församling 1812, med tillträde 1814. Arosenius var opponent vid prästmötet i Västerås stift 1804. Han ligger begraven på Björksta kyrkogård.